# AMD FireMV

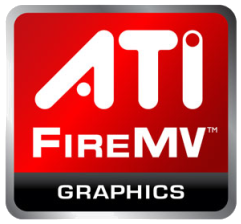
Logo de ATI/AMD FireMV

AMD FireMV, anteriormente ATI FireMV, es una marca de tarjetas gráficas orientadas a las salidas multimonitor 2D, con capacidades 3D a nivel de las tarjetas Radeon de gama baja.is brand name for graphics cards marketed as a Multi-Display 2D video card, with 3D capabilities same as the low-end Radeon graphics products. Compite directamente con las tarjetas de video profesionales Matrox. Las tarjetas FireMV apuntan al entorno corporativo que requieren varias pantallas conectadas a una sola computadora. Las tarjetas FireMV tienen opciones de doble GPU, un total de cuatro salidas de pantalla a través de un conector VHDCI, o una única GPU, un total de dos salidas de pantalla a través de un conector DMS-59.
Las tarjetas FireMV están disponibles para interfaces PCI y PCI Express.
Aunque ATI/AMD comercializa estas tarjetas principalmente en 2D, las tarjetas FireMV 2250 admiten OpenGL 2.0 ya que se basa en la GPU RV516 que se encuentra en la serie Radeon X1000 lanzada en 2005.
FireMV 2260 es la primera tarjeta de video en llevar la salida dual DisplayPort en el mercado de gráficos 2D para estaciones de trabajo, con soporte DirectX 10.1.

## Tabla comparativa de chipsets
| Configuración        | Salida dual            | Salida dual                 | Salida cuádruple       | Salida cuádruple                              |
| Configuración        | FireMV 2260 Multi-View | FireMV 2270 Multi-View      | FireMV 2450 Multi-View | FireMV 2460 Multi-View                        |
| -------------------- | ---------------------- | --------------------------- | ---------------------- | --------------------------------------------- |
| Salidas              | DisplayPort dual       | DisplayPort, DVI y VGA dual | DVI y VGA cuádruple    | DisplayPort y DVI cuádruples, respectivamente |
| Conectores de salida | 2 × DisplayPort        | DMS-59                      | 2 × VHDCI              | 4 × Mini DisplayPort                          |
| Memoria              | 256MiB                 | 512MiB o 1GiB               | 512MiB                 | 512MiB                                        |
| Resolución máxima    | 2560×1600              | 2560×1600                   | 1920×1200              | 2560×1600                                     |